# Copa del Generalíssim de futbol 1953-54
La Copa del Generalíssim de futbol 1953-54 va ser la 50ena edició de la Copa d'Espanya.

## Vuitens de final
2 i 9 de maig. Exempts: València CF i Real Santander.
| Equip 1                 | Global | Equip 2                | Anada | Tornada |
| ----------------------- | ------ | ---------------------- | ----- | ------- |
| FC Barcelona            | 4-3    | Deportivo de La Coruña | 4-0   | 0-3     |
| Celta de Vigo           | 1-3    | Sevilla CF             | 1-1   | 0-2     |
| CD Alavés               | 1-9    | Reial Madrid CF        | 1-2   | 0-7     |
| Club Athletic de Bilbao | 3-3    | Reial Valladolid       | 3-2   | 0-1     |
| Club Atlético de Madrid | 2-5    | RCD Espanyol           | 1-3   | 1-2     |
| UD Las Palmas           | 1-4    | Reial Societat         | 0-0   | 1-4     |

- Desempat

| Equip 1                 | Marcador | Equip 2          |
| ----------------------- | -------- | ---------------- |
| Club Athletic de Bilbao | 4-1      | Reial Valladolid |

## Quarts de final
16 i 23 de maig.
| Equip 1        | Global | Equip 2                 | Anada | Tornada |
| -------------- | ------ | ----------------------- | ----- | ------- |
| Real Santander | 3-4    | Reial Madrid CF         | 3-1   | 0-3     |
| FC Barcelona   | 5-3    | Club Athletic de Bilbao | 4-2   | 1-1     |
| Reial Societat | 3-9    | València CF             | 2-5   | 1-4     |
| Sevilla CF     | 6-6    | RCD Espanyol            | 4-0   | 2-6     |

- Desempat

| Equip 1    | Marcador | Equip 2      |
| ---------- | -------- | ------------ |
| Sevilla CF | 2-1      | RCD Espanyol |

## Semifinals
6 i 13 de juny.
| Equip 1         | Global | Equip 2      | Anada | Tornada |
| --------------- | ------ | ------------ | ----- | ------- |
| Reial Madrid CF | 2-3    | FC Barcelona | 1-0   | 1-3     |
| Sevilla CF      | 1-4    | València CF  | 0-1   | 1-3     |

## Final
| València CF                    | 3 - 0 | FC Barcelona |
| ------------------------------ | ----- | ------------ |
| Fuertes 14', 59' · Badenes 57' |       |              |

## Campió
| Campions de la Copa d'Espanya 1954   |
| ------------------------------------ |
| · València Club de Futbol · 3r títol |